# Hans-Jürgen Riediger
Hans-Jürgen Riediger (n. 20 decembrie 1955, Finsterwalde, Brandenburg, Germania) este un fotbalist german, medaliat olimpic. A participat la o ediție a Jocurilor Olimpice (1976) în care a câștigat o medalie de aur.

## Participări
Lista de mai jos prezintă principalele competiții la care a participat Hans-Jürgen Riediger de-a lungul carierei.
- fotbal la Jocurile Olimpice de vară din 1976[*]